# Petrina Price
Petrina Price (Greenacre, 26 april 1984) is een Australische atlete, die is gespecialiseerd in het hoogspringen. Eenmaal nam ze deel aan de Olympische Spelen, maar bleef medailleloos. Ze werd vier keer Australisch kampioene in het hoogspringen.

## Biografie

### Juniorentijd
Vanuit internationaal perspectief bezien leverde Price tot nu toe haar beste prestaties als junior. In 2000 nam zij als zestienjarig B-meisje deel aan de wereldkampioenschappen voor junioren in de Chileense hoofdstad Santiago, waar zij bij het door Blanka Vlašić met 1,91 m gewonnen hoogspringen een zevende plaats behaalde met een sprong over 1,80.
Een jaar later op de wereldkampioenschappen voor B-junioren in Debrecen veroverde zij met een sprong over 1,81 achter winnares Aileen Wilson (1e met 1,87) zelfs een zilveren plak, terwijl ze in 2002 op het WK voor de oudste junioren in Kingston, Jamaica, opnieuw op het erepodium mocht klimmen: haar 1,87 achter opnieuw Vlašić (1e met 1,96) en de Poolse Anna Ksok (2e met 1,87) was ditmaal goed voor brons.

### Olympische Spelen en achteruitgang
Op de Olympische Spelen van 2004 in Athene sprong Petrina Price naar 1,80 m, maar hiermee geraakte ze niet door de kwalificaties. In deze jaren belandde haar carrière in een stilstand. Haar persoonlijke record van 1,93 m verbeterde ze niet voor een periode van zes jaar. Ze wist zich wel te kwalificeren voor de Gemenebestspelen in 2006 in Melbourne waar ze negende werd bij het hoogspringen. Ze wisselde dat jaar van coach, maar ook dit was niet succesvol. Uiteindelijk ging ze, op het punt om te stoppen met hoogspringen, weer terug naar haar oude trainer in 2008. Dit had wel succes. In 2009 sprong ze 1,91 m, wat haar vijf jaar lang niet lukte. Dit stelde Price in de gelegenheid zich te kwalificeren voor de wereldkampioenschappen; als ze nogmaals 1,91 m zou springen, het B-limiet, zou de Australische atletiekbond haar uitzenden. Dit lukte haar uiteindelijk. Bij de wereldkampioenschappen in Berlijn sprong ze uiteindelijk 1,89, waarmee ze 10e werd in haar kwalificatiegroep. Bij de wereldkampioenschappen indoor in Doha het daaropvolgende jaar werd ze in totaal dertiende bij de kwalificatie wat ook niet genoeg was voor een finaleplek.

### Blessure
Aan het eind van het seizoen sloeg het noodlot toe voor Price: een week voor de Gemenebestspelen waarvoor ze zich had gekwalificeerd, kreeg ze een ernstige blessure aan haar achillespees waardoor ze het kampioenschap moest missen, maar ook voor lange tijd niet kon trainen. Eind 2011 kon ze weer beginnen met trainen maar was ze nog niet wedstrijdfit.
Petrina Price traint bij atletiekvereniging Athletics Wollongong.

## Titels
- Australisch kampioene hoogspringen – 2002, 2004, 2009, 2010

## Persoonlijke records
| Onderdeel    | Prestatie | Datum           | Plaats   |
| ------------ | --------- | --------------- | -------- |
| 400 m horden | 58,30 s   | 25 maart 2001   | Brisbane |
| hoogspringen | 1,94 m    | 8 augustus 2009 | Cottbus  |

## Prestatieontwikkeling
| Jaar | Prestatie |
| ---- | --------- |
| 2000 | 1,85      |
| 2001 | 1,90      |
| 2002 | 1,88      |
| 2003 | 1,93      |
| 2004 | 1,93      |
| 2005 | 1,83      |
| 2006 | 1,86      |
| 2007 | 1,81      |
| 2008 | 1,89      |
| 2009 | 1,94      |
| 2010 | 1,90      |
| 2011 |           |
| 2012 |           |

## Palmares

### hoogspringen
- 2000: 7e WJK - 1,80 m
- 2001:  WK voor B-junioren - 1,81 m
- 2002:  WJK - 1,87 m
- 2004: 12e in kwal. WK indoor - 1,86 m
- 2004: 17e in kwal. OS - 1,80 m
- 2006: 9e Gemenebestspelen – 1,78 m
- 2009: 10e in kwal. WK - 1,89 m
- 2010: 13e in kwal. WK indoor - 1,85 m